# Cobitis multimaculata
Cobitis multimaculata is een straalvinnige vissensoort uit de familie van de modderkruipers (Cobitidae). De wetenschappelijke naam van de soort is voor het eerst geldig gepubliceerd in 2011 door Chen & Chen.